# Croix de cimetière de Vinça
La croix de cimetière de Vinça est une croix située à Vinça, dans le département des Pyrénées-Orientales (France).

## Description
Fixée sur un support moderne, la croix représente une crucifixion. En dessous figure un personnage à genoux entouré des deux syllabes de son nom.

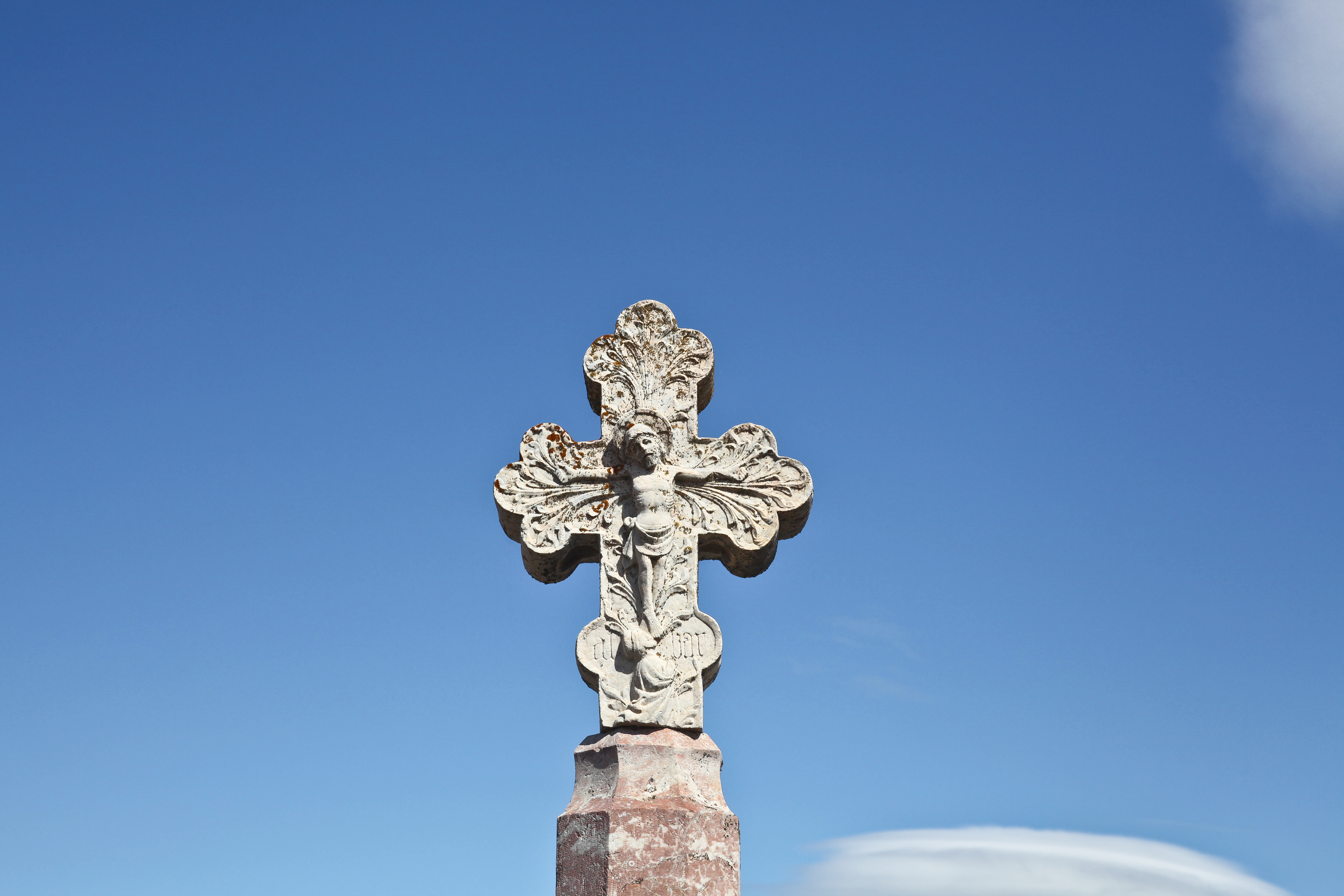
Détail de la croix

## Localisation
La croix est située au sein du cimetière de la commune de Vinça, dans le département français des Pyrénées-Orientales.

## Historique
La croix date du XVe siècle. Elle fait l’objet d’un classement au titre des monuments historiques depuis le 15 avril 1910.